# Dora Greenwood
Dora Greenwood (ur. 1912) – brytyjska lekkoatletka specjalizująca się w skoku wzwyż. W 1933 roku zajęła 2. miejsce w mistrzostwach Wielkiej Brytanii (WAAA) z wynikiem 1,473 m. 8 czerwca 1933 roku na zawodach w Southend-on-Sea ustanowiła nieoficjalny rekord świata, pokonując wysokość 5 stóp i 5 cali (1,651 m). Wynik ten pozostawał rekordem świata i Wielkiej Brytanii przez ponad 5 lat, do momentu pobicia przez Dorothy Odam-Tyler (1,66 m). 